# Деконка
Деконка (укр. Деконка) — село,
Ждановский сельский совет,
Магдалиновский район,
Днепропетровская область,
Украина.
Код КОАТУУ — 1222382503. Население по переписи 2001 года составляло 157 человек.

## Географическое положение
Село Деконка находится на расстоянии в 2,5 км от села Дудковка и посёлка Приорельское.